# Benín en los Juegos Olímpicos de Moscú 1980
Benín estuvo representado en los Juegos Olímpicos de Moscú 1980 por un total de 16 deportistas, 15 hombres y una mujer, que compitieron en 2 deportes.
El equipo olímpico beninés no obtuvo ninguna medalla en estos Juegos.